# Samo
Samo va ser el fundador de la primera unió política registrada de les tribus dels eslaus; aquesta unió rep el nom d'Imperi de Samo o Regne de Samo, que es va estendre des de Silèsia a l'actual Eslovènia, va regnar des de 623 fins a la seva mort, l'any 658. Segons Fredegarius, única font contemporània, Samo era un comerciant franc que va unificar diverses tribus eslaves contra els àvars. El 631, Samo va defensar amb èxit el seu regne contra el Regne franc en la batalla de Wogastisburg.

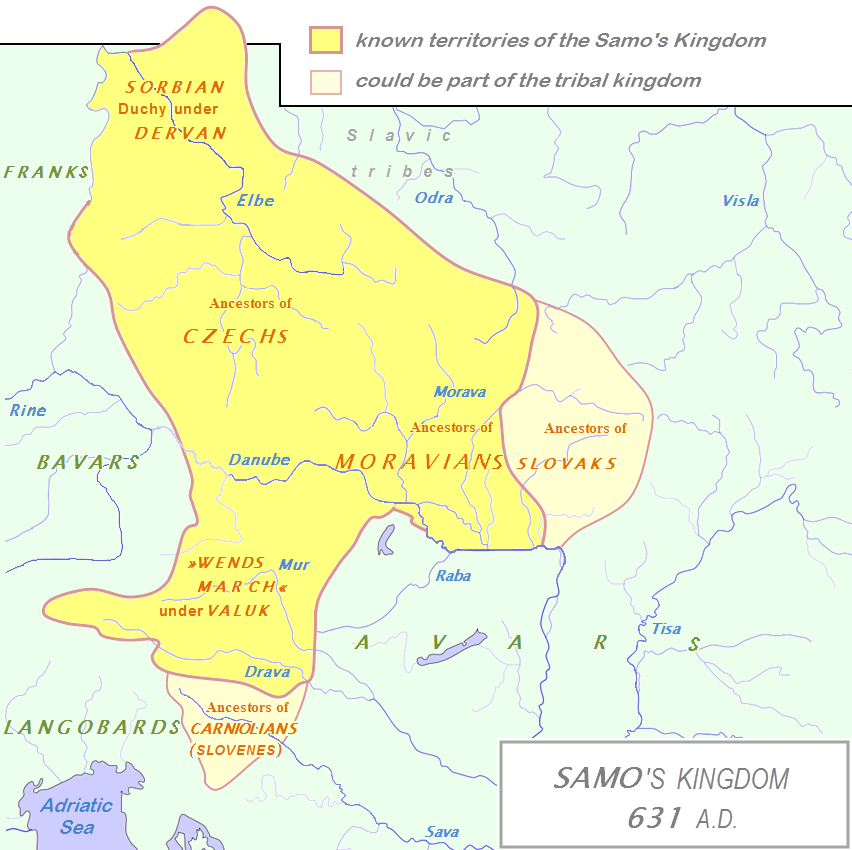
Fronteres del territori regit per Samo el 631

Per l'arqueologia se sap que aquest imperi estava situat a les actuals Moràvia, Eslovàquia, Baixa Àustria i Eslovènia. Les actuals Bohèmia, Sòrbia al riu Elba, i l'estat de Karantania probablement també van passar a ser parts d'aquest imperi a la dècada de 630. La història d'aquest imperi després de la mort de Samo, el 658 o el 659, no és gaire clara.